# Belô Velloso
Isabel Teles Velloso de Mesquita, mais conhecida como Belô Velloso (Santo Amaro, 19 de agosto de 1971), é uma cantora e compositora brasileira.
Já lançou 8 álbuns, o primeiro lançado em 1996, conta com mais de 20 participações especiais em coletâneas nacionais e compilações internacionais. Seu talento já foi reconhecido 4 vezes pelo conceituado jornal americano "The New York Times".

## Biografia

### Antes da fama e início da carreira
Nascida na Bahia em 19 de agosto de 1971, Belô Velloso é a terceira filha de Maria Isabel Vianna Telles Velloso (Mabel Velloso), escritora brasileira, e de Antônio Mesquita (in memory). É sobrinha do cantor e compositor Caetano Veloso, e da intérprete Maria Bethânia. O seu nome artístico (Belô) surgiu através do apelido dado por Dona Canô (avó materna), que a chamava carinhosamente de “Bibelô”.
No ano de 1990 (com dezenove anos), Belô foi para o Rio de Janeiro, com o intuito de ser cantora.

### Ano - 1996
Lançou seu primeiro disco, "Belô Velloso", com músicas de Caetano Veloso e Torquato Neto ("Mamãe Coragem"), Jorge Ben Jor ("Amante Amado"), Adriana Calcanhotto ("Canção sem o Seu Nome") que teve participações da sua madrinha Maria Bethânia e do seu tio Caetano Veloso.

### Ano - 1997
Lançou seu segundo álbum, “Um Segundo”, que veio com releituras de antigos sucessos como "A Vida Tem Dessas Coisas", famosa na voz de Ritchie, e "As Curvas da Estrada de Santos", de Roberto Carlos e Erasmo Carlos, além de novas composições de Alvin L., Zélia Duncan e Carlinhos Brown.

### Ano - 1998
Estreou o programa de rádio chamado “MPB WebRadio”, tornando-se assim a 1ª artista brasileira a apresentar uma rádio on-line, com músicas 24 horas por dia e a primeira webradio da Internet brasileira, lançada pelo portal Universo Online, atingindo em seus 8 anos mais de 1 milhão de ouvintes.

### Ano - 1999
Lançou seu terceiro disco, “Marés”, com músicas de Mabel Velloso, Mauro Mota e Jorge Salomão. Neste mesmo ano tornou-se a  1ª artista a apostar no áudio digital integrando o casting da BMGV MUSIC, a 1ª gravadora online legalizada da Internet.

### Ano - 2000
Lançou seu primeiro CD acústico, "Acústico - ao vivo voz & violão", produzido por Mauro Motta, com sucessos anteriores e novas canções.

### Ano - 2002
Lançou seu quinto CD, “Pegue ou Largue”, produzido por Felipe Eyer e lançado pela PlayArte Music.

### Ano - 2004
Realizou a mega turnê americana de 90 dias "Latinas, Women of Latin America", sob a coordenação artística da gravadora americana Putumayo e direção empresarial (international manager) da Columbia Artists, onde se apresentou em mais de 30 cidades para um público superior a 75 mil pessoas.

### Ano - 2006
Foi a 1ª artista brasileira a estrear sua própria loja virtual de música, intitulada "Belô Music" , onde centraliza todas as vendas de seus aúdios digitais e lança gravações inéditas exclusivas para o internauta. E neste mesmo ano lançou seu sexto CD, “Belô Samba”, da sua coletânea de 10 anos como cantora e compositora.

### Ano - 2009
Ocorreu o lançamento do seu CD "Versão Brasileira", que ficou em 3º lugar na colocação dos mais vendidos no UOL Megastore.

### Ano - 2010
O sucesso continuou e seu mais recente álbum "Versão Brasileira", permaneceu 63 dias consecutivos na lista dos mais vendidos das lojas digitais "UOL Megastore" e "eMusic", sendo que, 28 dias consecutivos em 1º lugar no "Top 10 Artista" e 44 dias consecutivos em 1º lugar no "Top 10 Album".

### Ano - 2011
Seu mais recente single, a versão em reggae do clássico do R.E.M., "Everybody Hurts", ao ser lançado em dezembro, rapidamente chegou ao 3º lugar do Ranking entre as músicas mais vendidas, ficando abaixo somente de Adele.

## Sucessos
4 de seus sucessos foram destaques nacionais.
• "Por Te Querer", tema da novela Porto dos Milagres da Rede Globo
• "Menos Carnaval", tema da novela da Rede Globo Era Uma Vez
• "Desde que o samba é samba", tema do seriado Mulher da Rede Globo
• "Toda Sexta-Feira", tema da campanha de lançamento do resort Costa do Sauípe

## Discografia
- 1996 • Belô Velloso (Velas)
- 1997 • Um Segundo (Velas)
- 1999 • Marés (PlayArte)
- 2000 • Acústico • ao vivo voz & violão (PlayArte Music)
- 2002 • Pegue ou Largue (PlayArte Music)
- 2004 • Oliver Twist • projeto especial infantil CD + CD-ROM (BMGV Music)
- 2006 • Belô Samba • coletânea 10 anos (BMGV Music)
- 2009 • Versão Brasileira (BMGV Music)
- 2011 • Single digital "Everybody Hurts" (BMGV Music)